# Campneuseville
Campneuseville és un municipi francès situat al departament del Sena Marítim i a la regió de Normandia. L'any 2007 tenia 532 habitants.

## Demografia

### Població
El 2007 la població de fet de Campneuseville era de 532 persones. Hi havia 196 famílies de les quals 40 eren unipersonals (24 homes vivint sols i 16 dones vivint soles), 64 parelles sense fills, 76 parelles amb fills i 16 famílies monoparentals amb fills.
La població ha evolucionat segons el següent gràfic:
Habitants censats

### Habitatges
El 2007 hi havia 225 habitatges, 197 eren l'habitatge principal de la família, 19 eren segones residències i 9 estaven desocupats. Tots els 222 habitatges eren cases. Dels 197 habitatges principals, 154 estaven ocupats pels seus propietaris, 38 estaven llogats i ocupats pels llogaters i 5 estaven cedits a títol gratuït; 6 tenien dues cambres, 47 en tenien tres, 67 en tenien quatre i 76 en tenien cinc o més. 143 habitatges disposaven pel capbaix d'una plaça de pàrquing. A 82 habitatges hi havia un automòbil i a 88 n'hi havia dos o més.

### Piràmide de població
La piràmide de població per edats i sexe el 2009 era:
| Homes | Edats   | Dones |
| ----- | ------- | ----- |
| 0     | 95 o +  | 0     |
| 4     | 90 a 94 | 4     |
| 0     | 85 a 89 | 8     |
| 4     | 80 a 84 | 0     |
| 16    | 75 a 79 | 20    |
| 8     | 70 a 74 | 8     |
| 8     | 65 a 69 | 20    |
| 8     | 60 a 64 | 16    |
| 16    | 55 a 59 | 4     |
| 20    | 50 a 54 | 12    |
| 20    | 45 a 49 | 20    |
| 16    | 40 a 44 | 12    |
| 8     | 35 a 39 | 20    |
| 24    | 30 a 34 | 28    |
| 8     | 25 a 29 | 12    |
| 8     | 20 a 24 | 12    |
| 20    | 15 a 19 | 12    |
| 12    | 10 a 14 | 20    |
| 32    | 5 a 9   | 8     |
| 16    | 0 a 4   | 16    |

## Economia
El 2007 la població en edat de treballar era de 327 persones, 233 eren actives i 94 eren inactives. De les 233 persones actives 204 estaven ocupades (114 homes i 90 dones) i 28 estaven aturades (15 homes i 13 dones). De les 94 persones inactives 26 estaven jubilades, 27 estaven estudiant i 41 estaven classificades com a «altres inactius».

### Ingressos
El 2009 a Campneuseville hi havia 185 unitats fiscals que integraven 492 persones, la mediana anual d'ingressos fiscals per persona era de 17.384,5 €.

### Activitats econòmiques
Dels 10 establiments que hi havia el 2007, 2 eren d'empreses alimentàries, 1 d'una empresa de fabricació d'altres productes industrials, 2 d'empreses de construcció, 3 d'empreses de comerç i reparació d'automòbils, 1 d'una empresa d'hostatgeria i restauració i 1 d'una empresa de serveis.
Dels 2 establiments de servei als particulars que hi havia el 2009, 1 era un electricista i 1 restaurant.
Dels 3 establiments comercials que hi havia el 2009, 1 era una botiga de més de 120 m², 1 una botiga de menys de 120 m² i 1 una fleca.
L'any 2000 a Campneuseville hi havia 16 explotacions agrícoles que ocupaven un total de 534 hectàrees.

## Equipaments sanitaris i escolars
El 2009 hi havia una escola elemental integrada dins d'un grup escolar amb les comunes properes formant una escola dispersa.

## Poblacions més properes
El següent diagrama mostra les poblacions més properes.